# Hans-Peter Storz

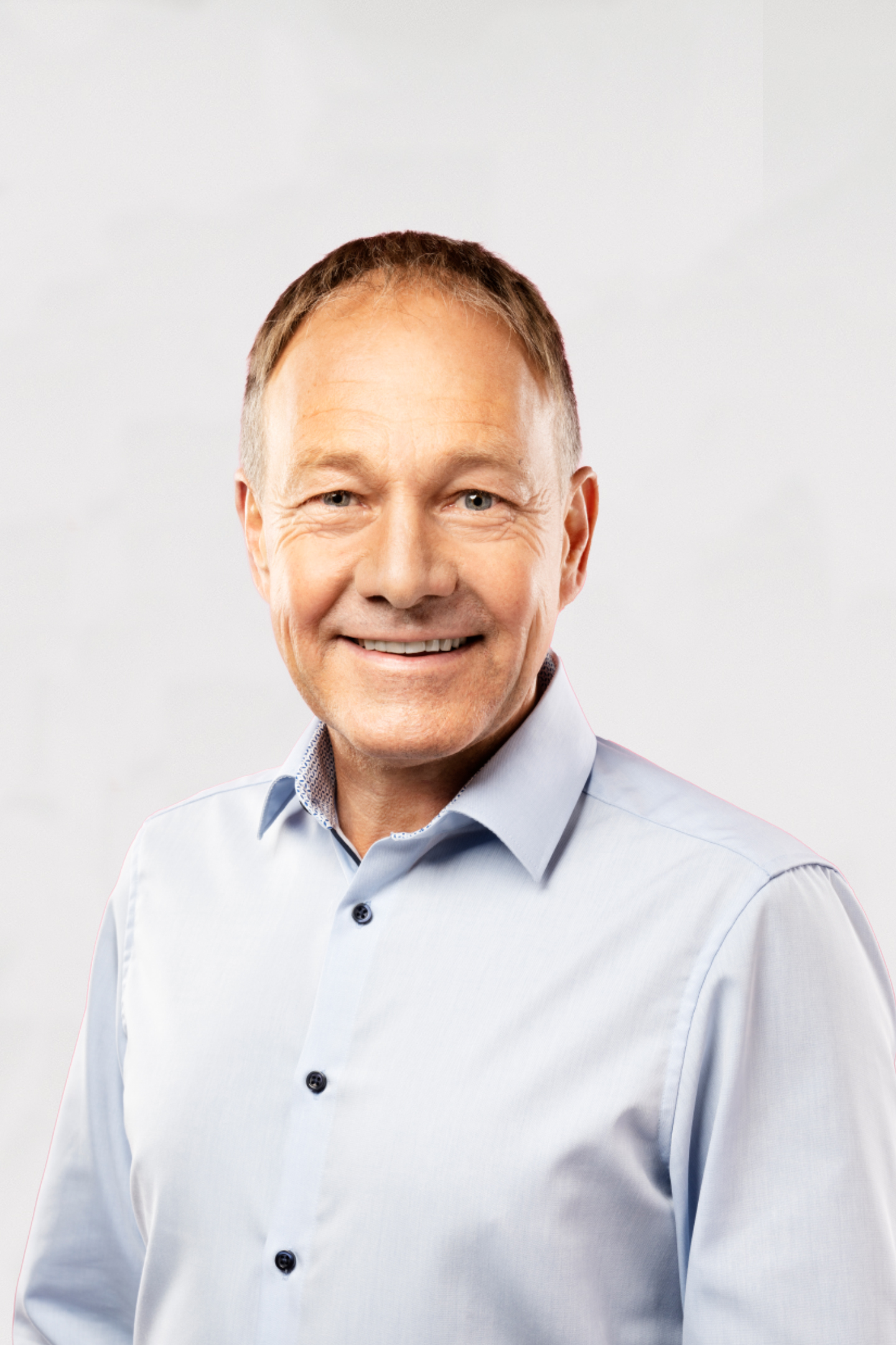
Hans-Peter Storz (2021)

Hans-Peter Storz (* 21. Januar 1960 in Tuttlingen) ist ein deutscher Politiker (SPD). Seit 2021 ist er wieder Abgeordneter im Landtag von Baden-Württemberg, dessen Mitglied er bereits von 2011 bis 2016 war.

## Leben
Storz studierte nach dem Abitur am Hohenzollern-Gymnasium Sigmaringen von 1981 bis 1987 katholische Theologie und Latein in Freiburg im Breisgau und München. Anschließend war er von 1987 bis 1990 als Erzieher im Erzbischöflichen Studienheim St. Konrad in Konstanz tätig. Von 1990 bis 1993 arbeitete er als Pastoralassistent in Kehl und St. Georgen im Schwarzwald. Von 1993 bis 2011 war er Pastoralreferent in Singen. Von 2016 bis 2021 war er Religionslehrer an einer Berufsschule.
Storz ist verheiratet und hat zwei Kinder.

## Politik
Storz sitzt seit 2009 im Gemeinderat der Stadt Singen. Kurz darauf trat er in die SPD ein und wurde in die SPD-Gemeinderatsfraktion aufgenommen. Bei der Landtagswahl in Baden-Württemberg 2011 errang er im Landtagswahlkreis Singen ein Zweitmandat für den Landtag von Baden-Württemberg. Seit der Kommunalwahl 2014 ist Storz zudem Mitglied des Kreistags des Landkreises Konstanz. Bei der Landtagswahl 2016 erhielt er 12,8 Prozent der Stimmen und verfehlte damit den Wiedereinzug in den Landtag.
In der 15. Wahlperiode von 2011 bis 2016 war er Mitglied des Finanzausschusses und des Ausschusses für ländlichen Raum und Verbraucherschutz. Zudem hatte er in der SPD-Landtagsfraktion die Funktion des Sprechers für Tourismus-, Wirtschafts- sowie Forst- und Jagdpolitik.
Bei der Landtagswahl 2021 kandidierte er erneut im Wahlkreis Singen und erreichte über ein Zweitmandat den Wiedereinzug in den Landtag.
Bei der Landtagswahl 2026 tritt Storz nicht erneut an.